# اوهلیرسکه یانوویتسه
اوهلیرسکه یانوویتسه (به لاتین: Uhlířské Janovice) یک منطقهٔ مسکونی در جمهوری چک است که در شهرستان کوتنا هورا واقع شده‌است.
 اوهلیرسکه یانوویتسه  ۳٬۰۷۶ نفر جمعیت دارد.